# Coburg (Oregon)
Coburg – miasto w Stanach Zjednoczonych, w stanie Oregon, w hrabstwie Lane.